# Ortskapelle Neustift im Felde

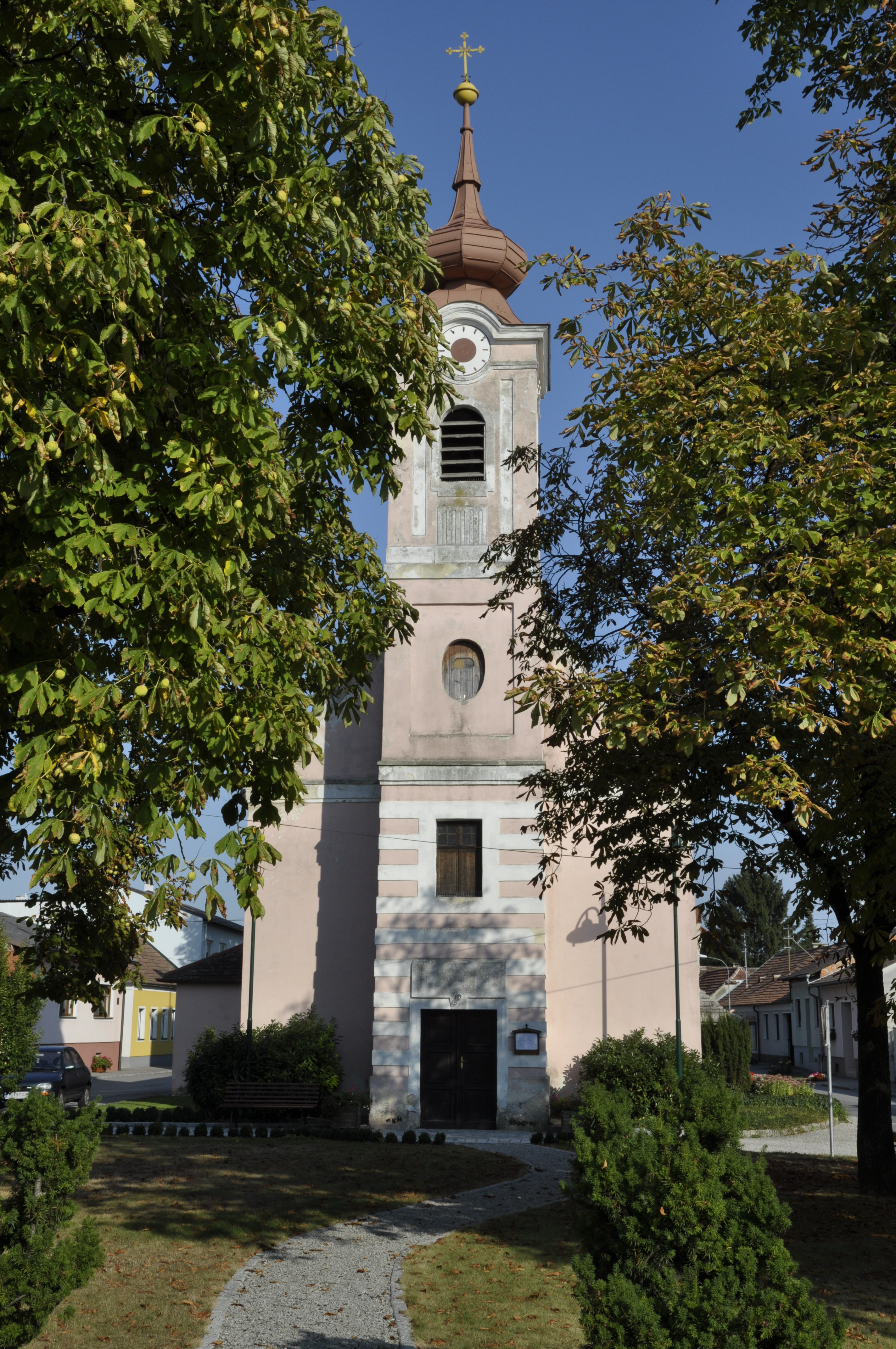
Ortskapelle hl. Sebastian (2011)

Die Ortskapelle hl. Sebastian ist eine römisch-katholische Kapelle am Anger von Neustift im Felde in Niederösterreich. 

## Außenbau
Die Kapelle ist ein barock-klassizistischer Bau von 1776 mit Satteldach, vorgezogenem Fassadenturm und niedriger Rundapsis. Der zweigeschoßige Turm mit Putzgliederung, rundbogigen Schallfenstern und Zwiebelhelm hat seitlich vorgeblendete Giebelschenkel mit bekrönenden Vasen. Das pilastergegliederte Langhaus ist von Lunettenfenstern durchbrochen. Die Rundapsis ist über der Türe mit 1776 bezeichnet. In der Nordostecke liegt ein Sakristeianbau, der vermutlich aus der ersten Hälfte des 19. Jahrhunderts stammt.

## Innenraum
Der kleine, zweijochige Saalraum mit Kreuzgratgewölben auf Wandvorlagen hat einen rundbogigen Scheidbogen zur Apsis und im Westen eine hölzerne Musikempore. Die Sakristei ist mit einer Tonne mit Stichkappen eingewölbt. 
Zum Inventar zählen ein spätbarockes Altärchen mit dem Bild Anna selbdritt aus der Bauzeit, barocke Skulpturen einer Pietà und eines heiligen Sebastian aus der zweiten Hälfte des 18. Jahrhunderts, eine 1909 renovierte Orgel und eine Glocke von 1948.